# Agencia Espacial Egipcia
La Agencia Espacial Egipcia (en inglés Egyptian Space Agency, EGSA) es un programa espacial egipcio fundado en enero de 2018, reemplazando a la Autoridad Nacional de Detección Remota y Ciencias Espaciales (NARSS) como la principal autoridad espacial en Egipto. La sede de EGSA se encuentra en la Ciudad Espacial Egipcia, que también alberga la sede de la Agencia Espacial Africana (ASA), después de que Egipto ganara una oferta de la Unión Africana para albergarla en 2019. La EGSA opera bajo el alcance del gobierno egipcio y muchas de sus decisiones ejecutivas se toman a nivel presidencial. EGSA es actualmente responsable de los lanzamientos y el monitoreo de satélites, además de proporcionar una plataforma para que los campos CTIM afiliados se desarrollen aún más en Egipto. EGSA y su predecesor han administrado 10 satélites hasta 2022, siendo los más recientes NILESAT-301 y HORUS-1.

## Historia

### Establecimiento de la EGSA
Después de redactar una ley que facilitara la fundación de una Agencia Espacial Egipcia, el Consejo de Ministros egipcio había aplazado la acción al Parlamento de Egipto, que pronto aprobó la ley el 14 de noviembre de 2017, y finalmente fue ratificada por el presidente Abdelfatah El-Sisi como Ley n.º 3 de 2018, estableciendo oficialmente la EGSA el 17 de enero de 2018. Para albergar esta agencia, se está construyendo una 'ciudad espacial' de 5000 metros cuadrados que consta de veintitrés edificios, ubicados entre el quinto asentamiento de Nuevo Cairo y la Nueva Capital Administrativa del país. La EGSA ya comenzó a operar en la ciudad espacial, aunque es probable que no esté en pleno funcionamiento durante años.

## Gestión
La Agencia Espacial Egipcia está (en un nivel básico) encabezada por un Director Ejecutivo, el director actual es el Prof. Dr. Sherif Sedky (19 de agosto de 2022 - presente), quien fue precedido por el Prof. Dr. Mohamed El-Qousi (enero 2018 - agosto 2022), el primero en ocupar el cargo. Los dos Directores Ejecutivos Principales de la EGSA han sido seleccionados mediante Decreto Presidencial. La EGSA está encabezada en su totalidad por una Junta Directiva establecida por decreto presidencial en 2019, cuyos miembros incluyen al Director Ejecutivo en Jefe de la EGSA, el primer ministro de Egipto, el ministro de educación superior, el ministro de comunicaciones y tecnología de la información, y varios representantes de muchos otros ministerios.